# 올가 니키티나
올가 알렉세예브나 니키티나(러시아어: О́льга Алексе́евна Ники́тина, 러시아어 발음: [ˈolʲɡə ɐlʲɪˈksʲejɪvnə nʲɪˈkʲitʲɪnə], 1998년 11월 26일~)는 러시아의 펜싱 선수로 주 종목은 사브르이다. 2020년 하계 올림픽에서 여자 사브르 단체전 금메달을 획득했고 세계 선수권 대회에서 금메달 1개를 획득했다.

## 수상

### 수훈
- 우애훈장(2021년 8월 11일)